# Ferdinand Ploeger
Ferdinand Ploeger (21 december 1915 - 15 of 16 juli 1944)  was een Nederlandse verzetsstrijder tijdens de Tweede Wereldoorlog.
Op 15 juli 1944 wilde Ferdinand Ploeger, samen met Freek Ox, Sipo-medewerker Mollis liquideren. Hij werd in een vuurgevecht met de Duitsers zwaargewond in de Amsterdamse Euterpestraat, thans Gerrit van der Veenstraat, ter hoogte van huisnummer 79. Een gedenksteen aldaar herinnert aan deze gebeurtenis: 

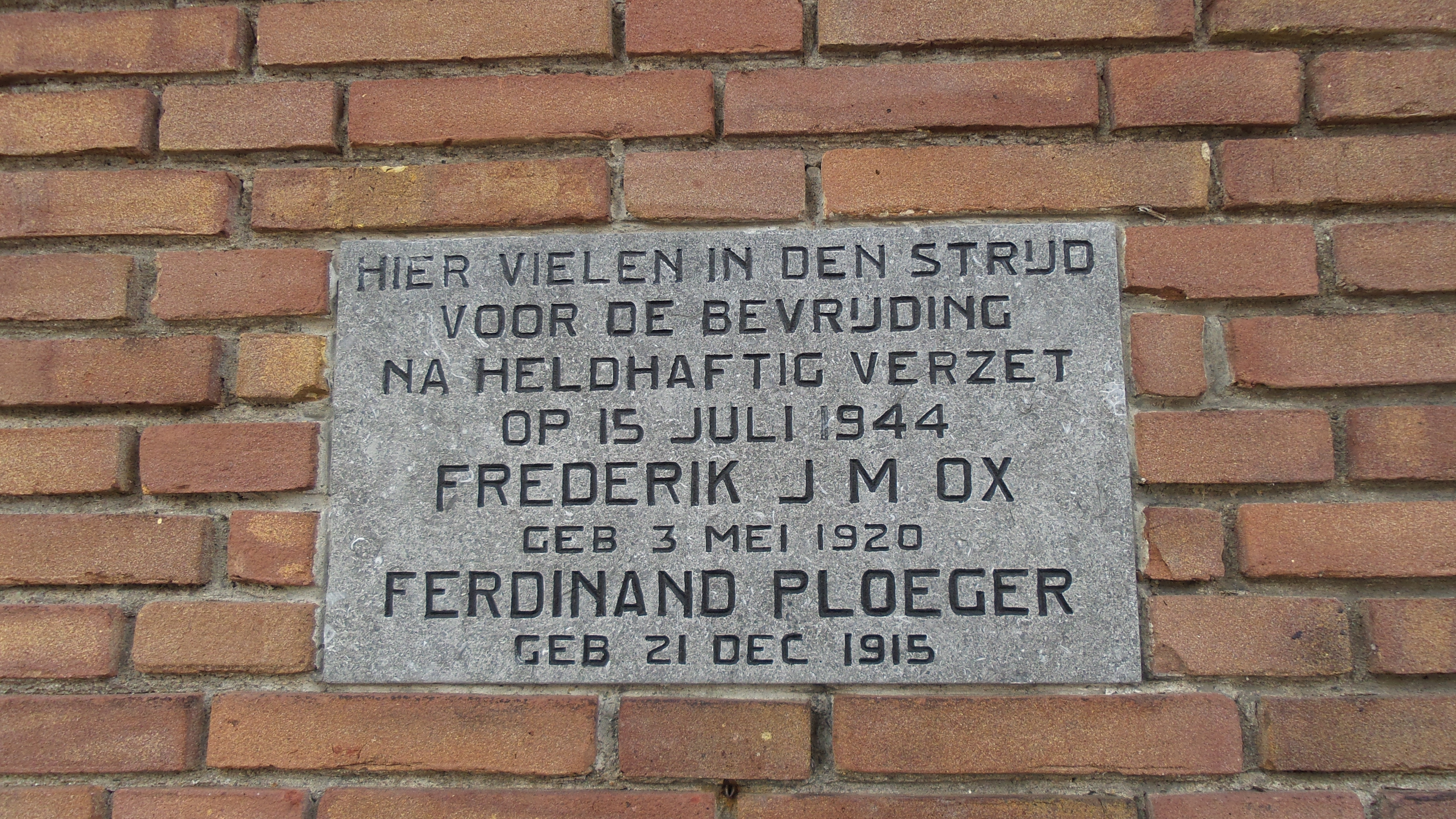
tekst gedenkplaat:
Hier vielen in den strijd voor de bevrijding na heldhaftig verzet op 15 juli 1944
Frederik J.M. Ox geb 3 mei 1920
Ferdinand Ploeger geb 21 dec 1915

Mogelijk is Ploeger in het Huis van Bewaring op de Weteringschans overleden of de dag erna op 16 juli 1944 in de duinen bij Overveen gefusilleerd als een van een groep van 14 mannen met onder meer Johannes Post. Ploeger ligt begraven op de Eerebegraafplaats Bloemendaal.